# Hrafns þáttr Guðrúnarsonar
Hrafns þáttr Guðrúnarsonar es una historia corta islandesa (þáttr) que trata sobre un hombre llamado Hrafn Guðrunarson, recto e intachable que se mete en problemas pero consigue salir ileso gracias a unos amigos incondicionales. El personaje recibe la protección y ayuda de San Olaf, que se manifiesta a su hijo Magnus I de Noruega en un sueño.